# Kryptobioza
Kryptobioza – odwracalny stan metaboliczny tzw. życia ukrytego służący przetrwaniu niesprzyjających warunków środowiskowych za pomocą wielokrotnie spowolnionych procesów metabolicznych, wyróżnia się anhydrobiozę, kriobiozę, chemobiozę i osmobiozę.